# Saint-Julien-d’Arpaon
Saint-Julien-d’Arpaon település Franciaországban, Lozère megyében. Lakosainak száma 92 fő (2018. január 1.). Saint-Julien-d’Arpaon La Salle-Prunet, Le Pont-de-Montvert, Cassagnas, Barre-des-Cévennes, Saint-Laurent-de-Trèves és Pont-de-Montvert-Sud-Mont-Lozère községekkel határos.

## Népesség
A település népessége az elmúlt években az alábbi módon változott:
| Lakosok száma | 111  | 88   | 69   | 68   | 134  | 121  | 114  | 105  | 91   | 92   |
|               | 1962 | 1968 | 1982 | 1990 | 1999 | 2008 | 2011 | 2013 | 2017 | 2018 |